# Turó del Masnou
El Turó del Masnou és una muntanya de 361 metres que es troba al municipi de Masllorenç, a la comarca del Baix Penedès.